# Кащей Бессмертный (картина)
«Кащей Бессмертный» — картина русского художника Виктора Васнецова на сказочную тему, создававшаяся в 1917—1919 годах. Стала частью цикла «Поэма семи сказок», задуманного Васнецовым в 1880-х — 1890-х годах. Хранится в Доме-музее Васнецова в Москве, являясь частью собрания Третьяковской галереи с 1951 года.

## Сюжет
Главный герой изображён как худой старик, собравший в богатых палатах сундуки с золотом. Он пытается расположить к себе юную девушку, но у той в глазах виден только страх.
Сюжет вдохновлен одним из вариантов сказки «Царевна-лягушка», записанном А. Н. Афанасьевым: Василиса Премудрая после того, как Иван-царевич сжёг в печи ее лягушачью шкурку, оказалась в царстве Кащея.